# Europamästerskapen i modern femkamp
Europamästerskapen i modern femkamp hade premiär 1987 för herrar, och 1988 för damer.

## Tävlingar
| År   | Ort                      | Land                               | Datum               | Plats             | Aktiva |
| ---- | ------------------------ | ---------------------------------- | ------------------- | ----------------- | ------ |
| 1987 | Västberlin, Västtyskland | — (herrar)                         |                     |                   |        |
| 1989 | Umeå Modena              | Sverige (herrar) Italien (damer)   |                     |                   |        |
| 1991 | Rom Sofia                | Italien (herrar) Bulgarien (damer) |                     |                   |        |
| 1993 | Sofia Győr               | Bulgarien (herrar) Ungern (damer)  |                     |                   |        |
| 1995 | San Benedetto Berlin     | Italien (herrar) Tyskland (damer)  |                     |                   |        |
| 1997 | Székesfehérvár Moskva    | Ungern (herrar) Ryssland (damer)   |                     |                   |        |
| 1998 | Uppsala Warszawa         | Sverige (herrar) Polen (damer)     |                     |                   |        |
| 1999 | Drzonków Tammerfors      | Polen (herrar) Finland (damer)     |                     |                   |        |
| 2000 | Székesfehérvár           | Ungern                             |                     |                   |        |
| 2001 | Sofia                    | Bulgarien                          |                     |                   |        |
| 2002 | Ústí nad Labem           | Tjeckien                           |                     |                   |        |
| 2003 | Ústí nad Labem           | Tjeckien                           |                     |                   |        |
| 2004 | Albena                   | Bulgarien                          |                     |                   |        |
| 2005 | Montepulciano            | Italien                            |                     |                   |        |
| 2006 | Budapest                 | Ungern                             |                     |                   |        |
| 2007 | Riga                     | Lettland                           |                     |                   |        |
| 2008 | Moskva                   | Ryssland                           | 14–20 juli          |                   |        |
| 2009 | Leipzig                  | Tyskland                           | 7–13 juni           |                   |        |
| 2010 | Debrecen                 | Ungern                             | 14–20 juli          |                   |        |
| 2011 | Medway                   | Storbritannien                     | 28 juli – 1 augusti |                   |        |
| 2012 | Sofia                    | Bulgarien                          | 4–10 juli           |                   |        |
| 2013 | Drzonków                 | Polen                              | 11–17 juli          |                   |        |
| 2014 | Székesfehérvár           | Ungern                             | 10–15 juli          |                   |        |
| 2015 | Bath                     | Storbritannien                     | 17–23 augusti       | Bathuniversitetet |        |
| 2016 | Sofia                    | Bulgarien                          | 4–11 juli           |                   |        |
| 2017 | Minsk                    | Belarus                            | 17–24 juli          |                   |        |
| 2018 | Székesfehérvár           | Ungern                             | 17–23 juli          |                   |        |
| 2019 | Bath                     | Storbritannien                     | 6–11 augusti        | Bathuniversitetet |        |
| 2021 | Nizjnij Novgorod         | Ryssland                           | 5–11 juli           |                   |        |
| 2022 | Székesfehérvár           | Ungern                             | 13–19 september     |                   |        |
| 2023 | Kraków                   | Polen                              | 25 juni – 1 juli    |                   |        |
| 2024 | Budapest                 | Ungern                             | 8–14 juli           |                   |        |
| 2025 | Madrid                   | Spanien                            | 21–27 juli          |                   |        |